# Topanga Canyon Boulevard
Topanga Canyon Boulevard – ulica w hrabstwie Los Angeles biegnąca z północy na południe, znana także jako Kalifornijska Droga Stanowa nr 27 (California State Route 27). 
Jedna z ważniejszych tras łączących San Fernando Valley z południem miasta poprzez Góry Santa Monica.
Zaczyna się przy Pacific Coast Highway w Topanga State Beach kończy natomiast przy Ronald Reagan Freeway w San Fernando Valley. Topanga Canyon Boulevard przebiega przez góry malowniczym kanionem o tej samej nazwie. Długość drogi to 32 km (20 mil).